# 이저도어 샤프
이저도어 샤프(영어: Isadore Sharp, 1931년 10월 8일 ~ )는 캐나다의 기업인이다. 1961 이래 포 시즌스 호텔 앤드 리조트의 창립자 겸 CEO로서 재직중이다.
그의 아버지는 아우슈비츠 출신의 폴란드인으로, 제1차 세계대전 후 학살을 피해 팔레스타인으로 건너갔다가 캐나다로 이민 와 정착했다. 샤프는 1955년 신혼여행 때 묵은 호텔에서 느낀 불편했던 경험을 계기로 호텔 사업을 시작했으며, 토론토의 중심가에 100실 규모의 호화 호텔을 지어 이후 포시즌스로 성장시켰다.